# APOCシアター
APOCシアター（アポックシアター、英語：APOC theatre）は、東京・世田谷区にある多目的劇場である。媒体によっては千歳船橋APOCシアターとも記述。

## 概要
一軒家を改築する形で、1階をカフェ。2階をフラットスペース型劇場として活用。アート、アーティストとの交流が日常にあるヨーロッパの劇場スタイルをイメージしている。舞台公演のない日はアルコール、ランチが食べられるカフェとして営業。
APOC（アポック）は劇場を上から見下ろすと三角形＝ケーキの一片に似ていることから、「A piece of cake」を略して命名。また「個人（piece）が集まるとホール（hall）になる」ことや、「A piece of cake」 が英俗語で「へっちゃら」や「楽勝」という意味となることも掛けてある。
オーナーは俳優兼造形作家の加島祥全ことT.Kajima。カフェスペースにはKajimaの作品が飾られている。「皆様が想像しているよりももっと三角形です」とのこと。

## アクセス
- 小田急小田原線・千歳船橋駅より徒歩2分